# Пуха, Ирина Викторовна
Ирина Викторовна Пуха (укр. Ірина Вікторівна Пуха; род. 10 января 1973) — советская и украинская легкоатлетка, специалистка по бегу на короткие дистанции. Выступала за сборные СССР, СНГ и Украины в 1991—2001 годах, обладательница бронзовой медали чемпионата Европы в помещении, чемпионка Украины, победительница и призёрка ряда крупных международных стартов, участница двух летних Олимпийских игр. Мастер спорта Украины международного класса.

## Биография
Ирина Пуха родилась 10 января 1973 года. Уроженка города Прилуки Черниговской области, занималась лёгкой атлетикой в местной Детско-юношеской спортивной школе под руководством Анатолия Ивановича Ракетского. Впоследствии представляла Киев, была подопечной заслуженного тренера Украины Александра Валентиновича Апайчева.
Впервые заявила о себе на международном уровне в сезоне 1991 года, когда вошла в состав советской сборной и выступила на юниорском европейском первенстве в Салониках, где дошла до полуфинала в беге на 100 метров и стала четвёртой в эстафете 4×100 метров.
В 1992 году в составе сборной СНГ участвовала в юниорском мировом первенстве в Сеуле — заняла четвёртое место в дисциплине 100 метров, тогда как в эстафете 4×100 метров в ходе предварительного квалификационного этапа их команда сошла с дистанции.
Будучи студенткой, в 1993 году представляла Украину на Всемирной Универсиаде в Буффало, в 100-метровом беге дошла до полуфинала.
В 1995 году бежала 60 метров на чемпионате мира в помещении в Барселоне. На Кубке Европы в Лилле в беге на 100 метров и эстафете 4×100 метров стала пятой и шестой соответственно. В 100-метров дисциплине дошла до полуфинала на Всемирной Универсиаде в Фукуоке.
В 1996 году отметилась выступлением на чемпионате Европы в помещении в Стокгольме, в беге на 100 метров финишировала третьей на Кубке Европы в Мадриде, одержала победу на чемпионате Украины в Киеве. Благодаря череде успешных выступлений удостоилась права защищать честь страны на летних Олимпийских играх в Атланте, где в 100-метровой дисциплине остановилась на стадии четвертьфиналов.
В 1997 году на Кубке Европы в Мюнхене стала пятой в эстафете 4×100 метров. Участвовала в 100-метровом беге и эстафете 4×100 метров на чемпионате мира в Афинах.
В 1998 году в беге на 60 метров показала шестой результат на чемпионате Европы в помещении в Валенсии, в эстафете 4×100 метров была четвёртой на Кубке Европы в Санкт-Петербурге и на чемпионате Европы в Будапеште.
В 1999 году среди прочего стартовала в эстафете 4×100 метров на чемпионате мира в Севилье.
В 2000 году в 60-метровом беге выиграла бронзовую медаль на чемпионате Европы в помещении в Генте, в дисциплине 100 метров и эстафете 4×100 метров стала пятой на Кубке Европы в Гейтсхеде. Принимала участие в Олимпийских играх в Сиднее, где в беге на 100 метров дошла до четвертьфинала, а в эстафете 4×100 метров — до полуфинала.
В 2001 году бежала 60 метров на чемпионате мира в помещении в Лиссабоне, в финал не вышла. По окончании сезона завершила спортивную карьеру.